# Bogusław Lizak
Bogusław Lizak (ur. 11 października 1969 w Skórczu) – polski piłkarz występujący na pozycji napastnika. W Ekstraklasie rozegrał 108 meczów, zdobywając 15 bramek.